# Бронюс Пундзюс
Бронюс Пундзюс (лит. Bronius Pundzius; 15 вересня 1907, Певенай Мажейкяйського району — 11 квітня 1959, Вільнюс) — литовський скульптор; професор (1947).

## Біографія
Народився у 1907 році. У 1926 — 1929 роках вивчав скульптуру в Каунаській художній школі (нині Каунаський інститут декоративно-прикладного мистецтва) під керівництвом викладача Каетонаса Склерюса. Однак, був відрахований як один із ініціаторів студентського страйку. У 1933 році отримав державну стипендію і поїхав до Парижа. У 1938 році закінчив Вищу школу декоративного мистецтва в Парижі. У 1940-1941 роках повернувся на Батьківщину і працював викладачем у Каунаській художній школі, у 1945-1951 роках — у Каунаському інституті декоративно-прикладного мистецтва. У 1951 — 1959 роках викладав у Вільнюському художньому інституті (з 1951 року — Державний художній інститут Литовської РСР); професор (1947).

## Творчість
Починаючи з 1930 року, твори Бронюса Пундзюса експонувалися на виставках. У 1937 році його проект зайняв перше місце на конкурсі проектів пам'ятника С. Дарюсу і С. Гіренасу (не був реалізований).
Автор монументальних скульптурних композицій, камерних скульптур («Материнство», 1934), скульптурних портретів (бюст Мікаса Петраускаса, встановлений перед будівлею Державного театру в Каунасі, 1932; актриси А. Жалінкявічайте, Майроніса, 1933; Леніна, 1940), рельєфів (портрети С. Дарюса і С. Гіренаса на камені Пунтукас поблизу м. Анікщяй, 1943), надгробних пам'ятників (Аукусті Ніємі в Гельсінкі, 1933).
Фігура голої жінки «Біля джерела» довгий час прикрашала фоє популярної ковенської кав'ярні Конрада.
Для творчості Бронюса Пундзюса характерні реалістичне трактування образу і схильність до монументальності форм.
Найвизначніші твори:
- монументальна скульптура «Три велетня» (Каунас, 1937)
- скульптурна композиція «Штурм» до монументу Перемоги в Калінінграді (1946)
- скульптурна композиція «На варті миру» на мосту імені І. Черняховського у Вільнюсі (Зелений міст; 1952)